# 葛弘基
葛 弘基（カル・ホンギ、朝鮮語: 갈홍기、1906年4月14日 - 1989年8月25日）は、日本統治時代の朝鮮および大韓民国の牧師、政治家、外交官。第5代公報処長。
号は想坡（サンパ、상파）。日本名は葛城 弘基（かつらぎ ひろき）。

## 経歴
京畿道江華郡に教員で私立学校を設立した父のもとに生まれた。培材高等普通学校（現・培材高等学校）を経て、1928年に延禧専門学校（現・延世大学校）文科大学文科を卒業し、渡米しギャレット神学校（1931年修了）、ノースウエスト大学院とシカゴ大学で神学と哲学を学び、1934年にシカゴ大学で哲学博士号を取得した。同年帰国後、延禧専門学校の教授を務め、監理教神学校（現・監理教神学大学校）で宗教哲学を講義した。1937年に同友会事件で逮捕されて教授職を喪失し、昌栄教会の初代担任牧師として赴任した。1938年に大東民友会に入会し、転向声明により教授職に復職した。1943年に日本キリスト教朝鮮監理教団で錬成局長兼常任委員を務め、学兵勧誘活動などのための宗教連合団体である朝鮮宗教団体戦時報国会にメソジスト代表として委員を務めた。1945年に日本キリスト教朝鮮教団の宗教教育局長を務め、日本による植民地統治と戦争に積極的に協力した。
1948年に淑明女子大学校教授を務め、大韓民国政府樹立後は初代公報室長に任命された。1951年に韓日会談代表、1952年に外務部次官、1953年3月6日から1955年2月27日までに第5代公報処・公報室長、1956年に大韓バスケットボール協会長、1957年に東明学園理事長、1967年に駐マレーシア大使、1973年にアスパク社会文化センター事務局長、このほか『対話の世界』の記者、ファンド文化館長などを務めた。
その後は渡米し、1989年8月25日にカリフォルニア州で死去した。死後は親日反民族行為者に認定された。